# Acalypha dumetorum
Acalypha dumetorum é uma espécie de flor do gênero Acalypha, pertencente à família Euphorbiaceae.